# Либенсвиллер
Либенсвиллер (фр. Liebenswiller) — коммуна на северо-востоке Франции в регионе Гранд-Эст (бывший Эльзас — Шампань — Арденны — Лотарингия), департамент Верхний Рейн, округ Мюлуз, кантон Сен-Луи. До марта 2015 года коммуна административно входила в состав упразднённого кантона Юненг (округ Мюлуз).
Площадь коммуны — 3,87 км², население — 193 человека (2006) с тенденцией к росту: 201 человек (2012), плотность населения — 51,9 чел/км².

## Население
Численность населения коммуны в 2011 году составляла 200 человек, а в 2012 году — 201 человек.
| 1962 | 1968 | 1975 | 1982 | 1990 | 1999 | 2006 | 2008 | 2011 | 2012 |
| ---- | ---- | ---- | ---- | ---- | ---- | ---- | ---- | ---- | ---- |
| 167  | 150  | 133  | 156  | 159  | 184  | 193  | 196  | 200  | 201  |

Динамика населения:

## Экономика
В 2010 году из 140 человек трудоспособного возраста (от 15 до 64 лет) 111 были экономически активными, 29 — неактивными (показатель активности 79,3 %, в 1999 году — 81,1 %). Из 111 активных трудоспособных жителей работали 108 человек (56 мужчин и 52 женщины), 3 женщины числились безработными. Среди 29 трудоспособных неактивных граждан 9 были учениками либо студентами, 6 — пенсионерами, а ещё 14 — были неактивны в силу других причин.
На протяжении 2011 года в коммуне числилось 76 облагаемых налогом домохозяйств, в которых проживало 198,5 человек. При этом медиана доходов составила 34781 евро на одного налогоплательщика.

## Достопримечательности (фотогалерея)

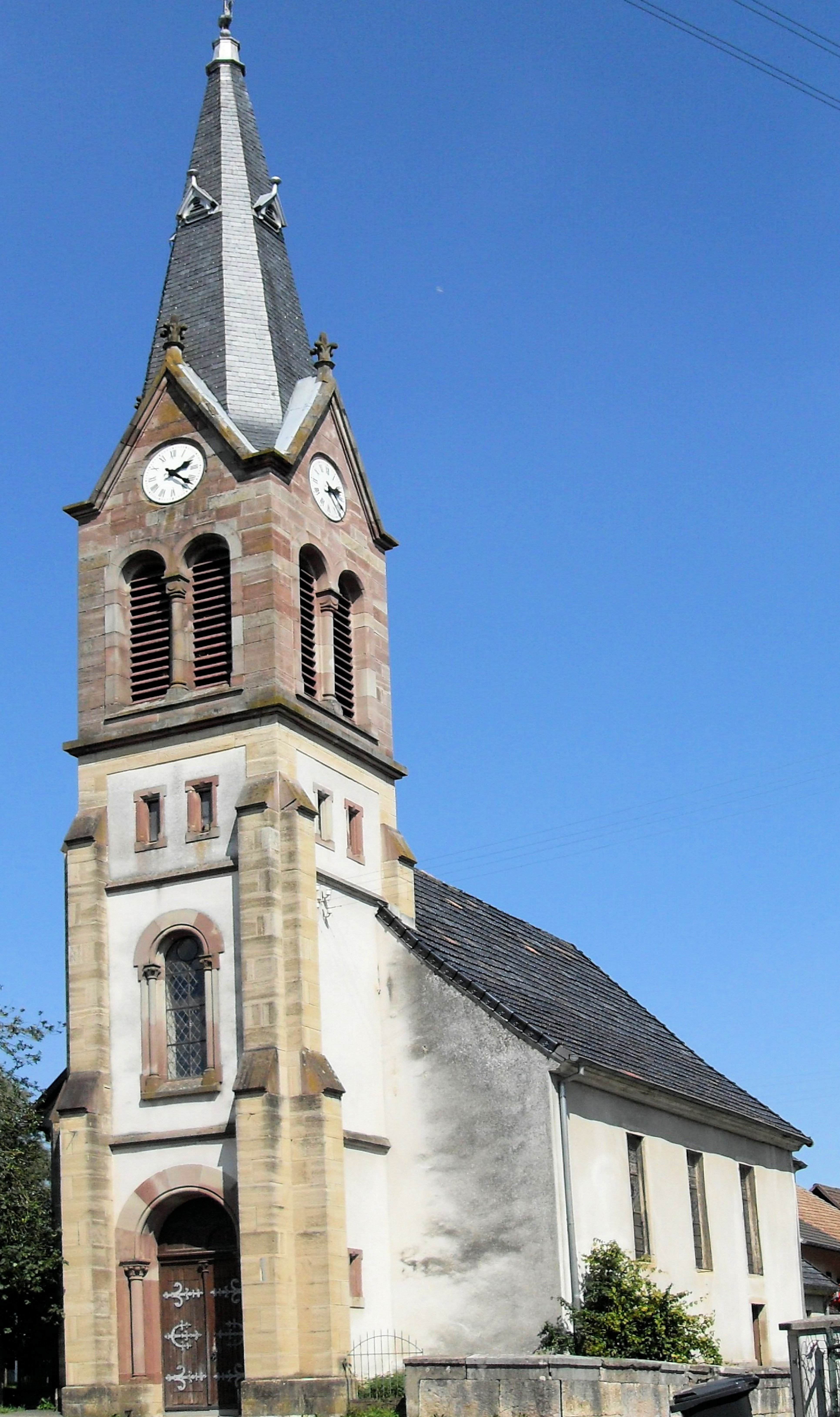
Церковь Святого Марка